# 15740 Хякуманґоку
15740 Хякуманґоку (15740 Hyakumangoku) — астероїд головного поясу, відкритий 15 березня 1991 року.
Тіссеранів параметр щодо Юпітера — 3,367.